# Antocha fusca
Antocha fusca är en tvåvingeart som beskrevs av Edwards 1928. Antocha fusca ingår i släktet Antocha och familjen småharkrankar. Inga underarter finns listade i Catalogue of Life.